# Céron
Céron is een gemeente in het Franse departement Saône-et-Loire (regio Bourgogne-Franche-Comté) en telt 283 inwoners (2005). De plaats maakt deel uit van het arrondissement Charolles.

## Geografie
De oppervlakte van Céron bedraagt 24,1 km², de bevolkingsdichtheid is 11,7 inwoners per km².
De onderstaande kaart toont de ligging van Céron met de belangrijkste infrastructuur en aangrenzende gemeenten.

## Demografie
Onderstaande figuur toont het verloop van het inwonertal (bron: INSEE-tellingen).